# Маунт-Кармел (Теннессі)
Маунт-Кармел (англ. Mount Carmel) — місто (англ. town) в США, в окрузі Гокінс штату Теннессі. Населення — 5473 особи (2020).

## Географія
Маунт-Кармел розташований за координатами 36°33′54″ пн. ш. 82°40′3″ зх. д. / 36.56500° пн. ш. 82.66750° зх. д. (36.564871, -82.667561).  За даними Бюро перепису населення США в 2010 році місто мало площу 17,99 км², з яких 17,97 км² — суходіл та 0,02 км² — водойми.

## Демографія
Згідно з переписом 2010 року, у місті мешкало 5429 осіб у 2194 домогосподарствах у складі 1654 родин. Густота населення становила 302 особи/км².  Було 2348 помешкань (131/км²).
Расовий склад населення:
| - 97,8 % — білих - 0,6 % — чорних або афроамериканців - 0,3 % — азіатів - 0,1 % — вихідців з тихоокеанських островів - 0,1 % — корінних американців |

До двох чи більше рас належало 0,7 %. Частка іспаномовних становила 1,3 % від усіх жителів.
За віковим діапазоном населення розподілялося таким чином: 21,9 % — особи молодші 18 років, 62,7 % — особи у віці 18—64 років, 15,4 % — особи у віці 65 років та старші. Медіана віку мешканця становила 41,5 року. На 100 осіб жіночої статі у місті припадало 96,4 чоловіків;  на 100 жінок у віці від 18 років та старших — 95,1 чоловіків також старших 18 років.
Середній дохід на одне домашнє господарство  становив 52 357 доларів США (медіана — 47 500), а середній дохід на одну сім'ю — 56 088 доларів (медіана — 51 843). Медіана доходів становила 50 150 доларів для чоловіків та 30 174 долари для жінок. За межею бідності перебувало 13,1 % осіб, у тому числі 15,9 % дітей у віці до 18 років та 4,9 % осіб у віці 65 років та старших.
Цивільне працевлаштоване населення становило 2141 особа. Основні галузі зайнятості: виробництво — 22,7 %, освіта, охорона здоров'я та соціальна допомога — 15,2 %, роздрібна торгівля — 13,0 %.